# Free Fall Into Fear
Free Fall Into Fear  es el cuarto álbum de studio de la banda noruega de black / gothic metal Trail of Tears.
A lo largo de tres álbumes anteriores, Trail of Tears se encontró como otra banda de metal de inspiración gótica, con alternancia de voces masculinas y femeninas, y muy poco para diferenciarla de las docenas de aparentemente similares bandas europeas. 
Sin embargo, después de una pausa prolongada de casi tres años causada por la agitación interna de integrantes de la banda, Trail of Tears resurgió con un sonido casi totalmente renovado. 
Posteriormente a trabajar con dos cantantes femeninas semi-ópera a lo largo de tres álbumes, el grupo abandonó para este disco la voz femenina del todo: en "Free Fall Into Fear" la voz gutural de Ronny Thorsen se complementa con la susurrante voz del  excantante de Green Carnation Kjeti Nordhus, en una combinación que funciona bastante bien. 
Más importante aún, los teclados y las tendencias góticas de los discos anteriores se han sustituido en gran medida por un sonido más agresivo y pesado de guitarra. No es tan black metal en el estilo que se entiende tradicionalmente: los ritmos son más lentos y el sonido en general es menos golpeado y con mucha base de riff. 

## Lista de canciones
1. "Joyless Trance of Winter" – 4:20 (Hansen, Nordhus, Pérez, Thorsen)
2. "Carrier of the Scars of Life" – 5:31 (Hagen, Heiseldal, Nordhus, Thorsen)
3. "Frail Expectation" – 5:26 (Hagen, Hansen, Heiseldal, Thorsen)
4. "Cold Hand of Retribution" – 4:41 (Hansen, Heiseldal, Nordhus, Thorsen)
5. "Watch You Fall" – 4:57 (Hagen, Hansen, Heiseldal, Nordhus)
6. "The Architect of My Downfall" – 3:41 (Hagen, Nordhus, Thorsen)
7. "Drink Away the Demons" – 4:17 (Hagen, Hansen, Heiseldal, Thorsen)
8. "Point Zero" – 3:33 (Hansen, Heiseldal, Nordhus, Thorsen)
9. "Dry Well of Life" – 3:39 (Hagen, Hansen, Heiseldal, Thorsen)
10. "The Face of Jealousy" – 4:56 (Hansen, Thorsen)

## Personal

### Trail of Tears
- Ronny Thorsen - Vocaels
- Kjetil Nordhus - Vocales
- Runar Hansen - Guitarra
- Terje Heiseldal - Guitarra
- Kjell Rune Hagen - Bajo
- Frank Roald Hagen - Tecladoss
- Jonathan Pérez – Batería

### Músicos invitados
- Leif Wiese - Violín (pista 2)
- Bjørn Harstad - Guitarra principal (pista 3)
- Astri Skarpengland	Vocals (female) (Track 4)
- Ales Vik, Camilla Moseid, Eli Van Der Eynden, Hanne Hauger, Henning Stranden, Ingjerd K. Kolstad, Linda Greibesland, Monica Trondsen, Nina Gravrok,Syvert Dale,  Tara Overland, Tommy Jackson - Coro

### Producción e ingeniería
- Endre Kirkesola - Producción, ingeniería, mezcla
- Mika Jussila - Materizado